# Gephyrostegidae
Gephyrostegidae — вимерла родина чотириногих рептіліоморф пізнього карбону, включаючи роди Gephyrostegus, Bruktererpeton і Eusauropleura. Gephyrostegus родом з Чехії, Brukterepeton — з Німеччини, а Eusauropleura — зі сходу США.